# أيومي كاميا
أيومي كاميا هي رباعة يابانية، ولدت في 28 مارس 1992.